# 아사히촌 (오카야마현)
아사히촌(朝日村)은 오카야마현 오쿠군에 설치되었던 촌이다. 현재의 오카야마시 히가시구에 해당한다.